# Eugenia bojeri
Eugenia bojeri là một loài thực vật thuộc họ Myrtaceae. Đây là loài đặc hữu của Mauritius.

## Photos

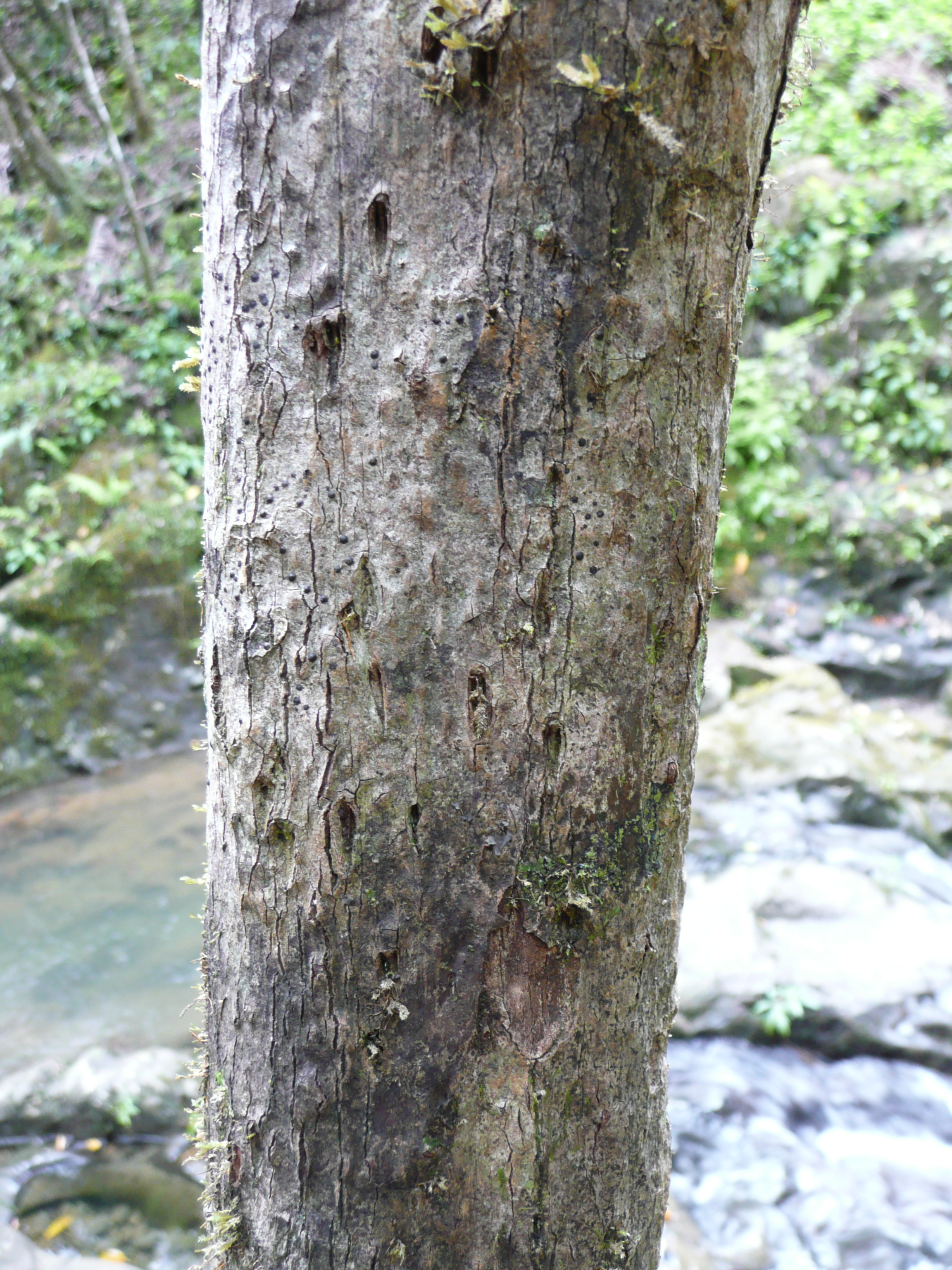
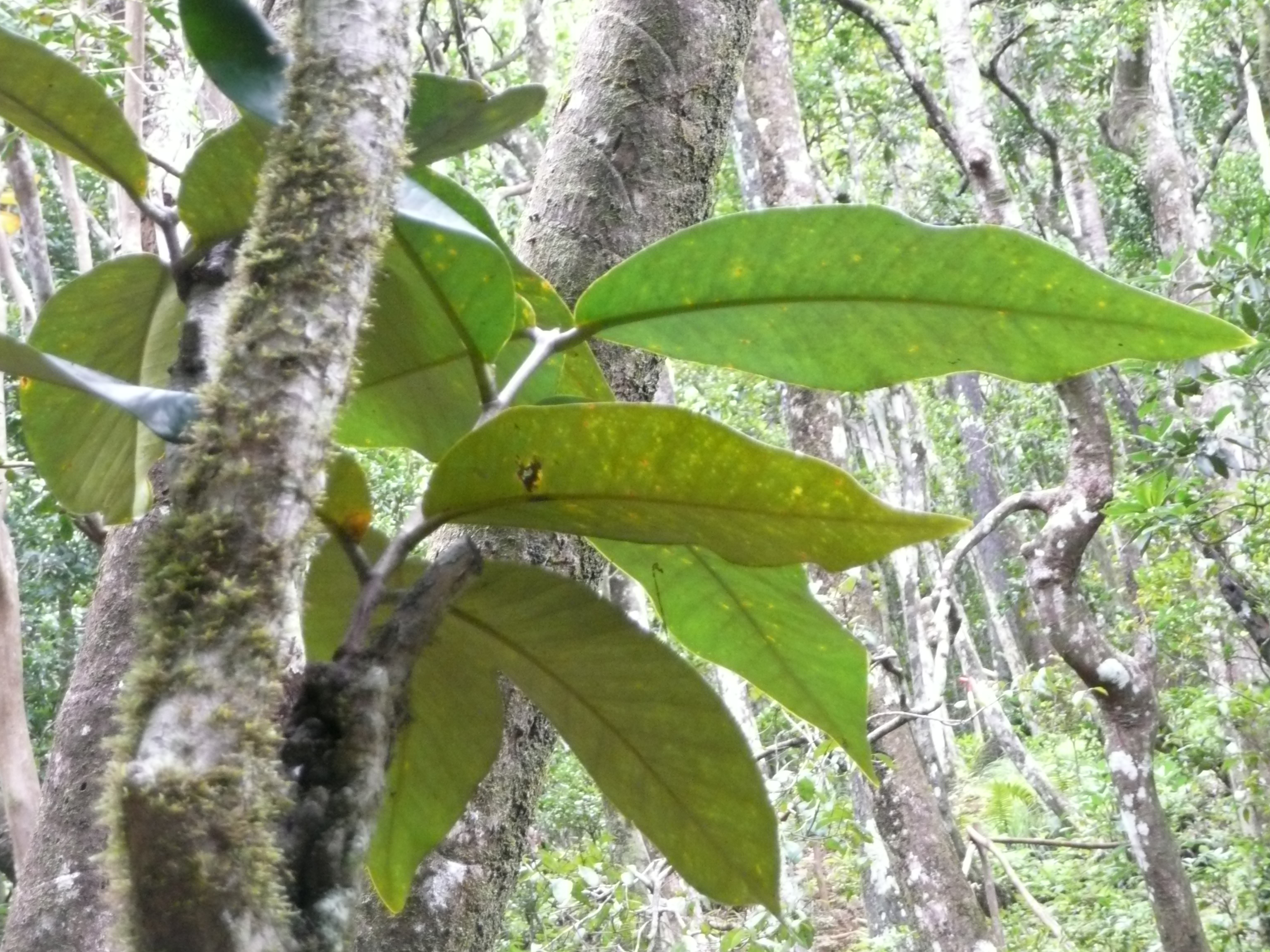
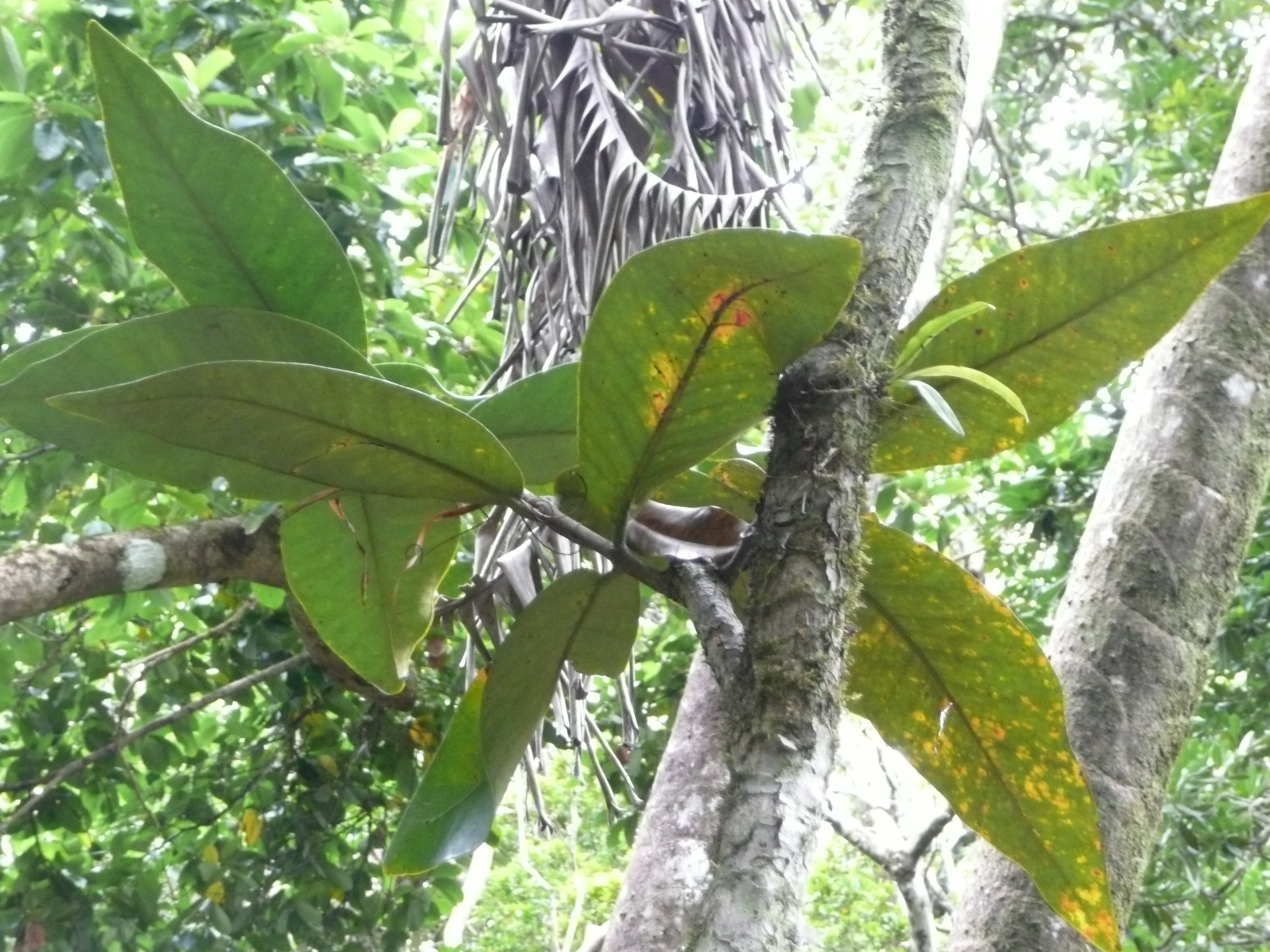
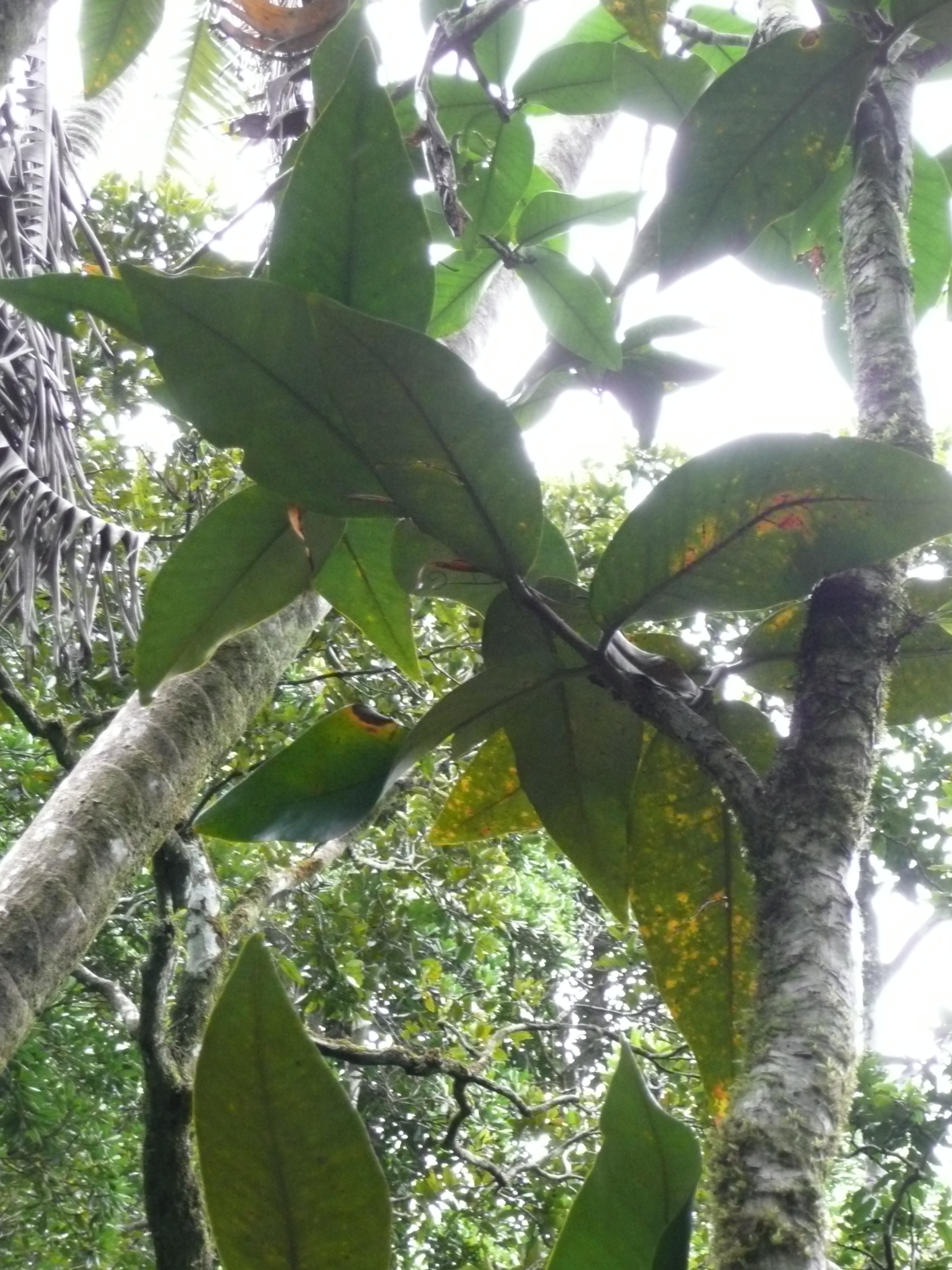
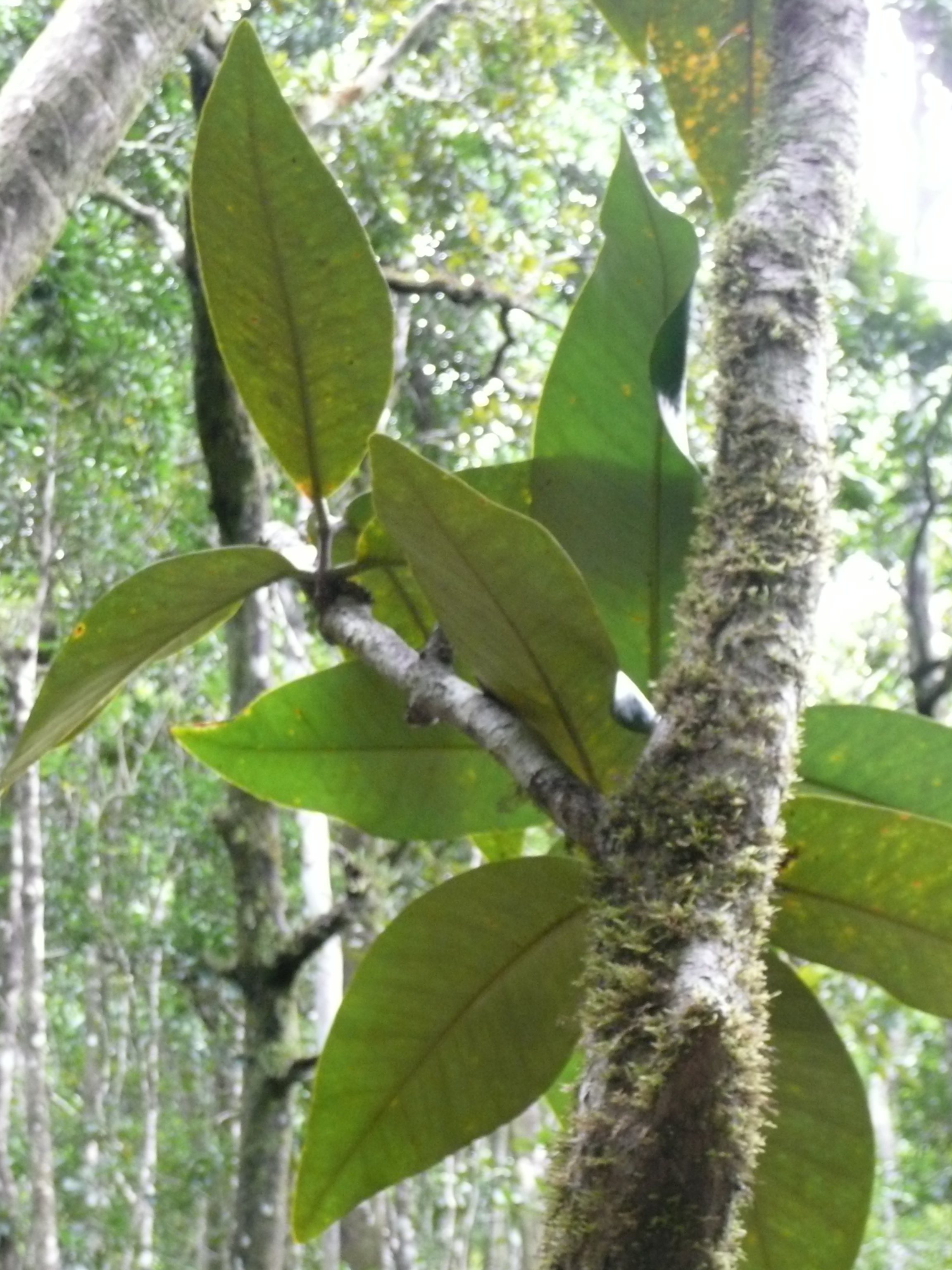